# 青春グラフィティ スニーカーぶる〜す
『青春グラフィティ スニーカーぶる～す』（せいしゅんグラフィティ スニーカーぶる～す）は、1981年に公開された、東宝（株式会社東宝映画）の製作の映画である。監督は河崎義祐。近藤真彦デビュー記念作品でたのきんスーパーヒットシリーズ第1弾。

## キャスト
- 金沢昌也：近藤真彦
- 間宮洋一：野村義男
- 高木敏夫：田原俊彦
- 金沢由美：岡田奈々
- 三田圭子：里見奈保
- 相川（相川商事社長）：草薙幸二郎
- 乾（相川の配下）：風間健
- 長谷川（平和建設・野球部長）：寺島達夫
- 平和建設・野球部コーチ：石山雄大
- 人気歌手：川崎麻世
- サファリパーク職員：佐々木勝彦
- 辻：織本順吉
- 石崎明：おりも政夫
- 教師：財津一郎
- 三田正造：伴淳三郎

## スタッフ
- 製作：田中壽一、小倉斉
- 脚本：田波靖男、安斉あゆ子
- 音楽：槌田靖識
- 撮影：逢沢譲
- 美術：樋口幸男
- 録音：宮内一男
- 照明：小島正七
- 編集：黒岩義民
- 助監督：西川常三郎
- 製作担当者：徳増俊郎
- スチール：岩井隆志
- 整音：西尾昇
- 音響制作：東宝録音センター
- 監督：河崎義祐

## 音楽
- 主題歌：近藤真彦「スニーカーぶるーす」

発売元：RCAレコード
- 挿入歌：川崎麻世「恋の一方通行」

発売元：CBS/SONY

## 同時上映
「帰ってきた若大将」
- 主演：加山雄三
- 出演：田中邦衛、坂口良子、アグネス・ラム

## 封切り
封切日となった1981年2月11日、東京都千代田区有楽町にあった日本劇場の最終興行『サヨナラ日劇フェスティバル』にたのきんトリオが出演（ジャPAニーズやジャニーズJr.も出演した）。本作品が特別上映された。日劇を何重にも取り巻いた大群衆は、終戦直後の李香蘭ショー、ウェスタン・カーニバルと並ぶ、日劇三大大騒ぎの一つに数えられる。